# Milieu de gamme (statistique)
En statistique, le milieu de gamme ou le milieu extrême d'un ensemble de valeurs de données statistiques est la moyenne arithmétique des valeurs maximales et minimales dans un ensemble de données, défini comme: 
{\displaystyle M={\frac {\max x+\min x}{2}}.}
Le milieu de gamme est le point médian de la gamme ; en tant que tel, c'est une mesure de la tendance centrale.
Le milieu de gamme est rarement utilisé dans l'analyse statistique pratique, car il manque d'efficacité en tant qu'estimateur pour la plupart des distributions d'intérêt, car il ignore tous les points intermédiaires et manque de robustesse, car les valeurs aberrantes le modifient considérablement. En effet, c'est l'une des statistiques les moins efficaces et les moins robustes. Cependant, il trouve une certaine utilité dans des cas particuliers : il s'agit de l'estimateur le plus efficace pour le centre d'une distribution uniforme, les intervalles médians ajustés adressent la robustesse et, en tant qu'L-estimateur, il est simple à comprendre et à calculer.

## Robustesse
Le milieu de gamme est très sensible aux valeurs aberrantes et ignore tous les points de données sauf deux. Il s'agit donc d'une statistique peu robuste, ayant un point de décomposition de 0, ce qui signifie qu'une seule observation peut la changer arbitrairement. De plus, il est fortement influencé par les valeurs aberrantes : augmenter le maximum de l'échantillon ou diminuer le minimum de l'échantillon de x modifie le milieu de gamme de {\displaystyle x/2,} alors qu'il modifie la moyenne de l'échantillon, qui a également un point de décomposition de 0, de seulement {\displaystyle x/n.} Il est donc peu utile dans les statistiques pratiques, à moins que les valeurs aberrantes ne soient déjà traitées.
Un milieu de gamme ajusté, le milieu de gamme ajusté à n % est la moyenne des n %-percentiles et (100 − n )%-percentiles, est plus robuste, avec un point de rupture de n %. La médiane peut être interprétée comme le milieu de gamme entièrement coupé (50%); ceci est conforme à la convention selon laquelle la médiane d'un nombre pair de points est la moyenne des deux points médians.
Ces milieux de gamme coupés sont également intéressants en tant que statistiques descriptives ou en tant qu'L-estimateurs de l'emplacement central ou de l'asymétrie : les différences de milieu de synthèse, telles que le milieu de la médiane moins la médiane, donnent des mesures d'asymétrie à différents points de la queue.